# محافظة فونغ سالي
 محافظة فونغ سالي (لاو:ຜົ້ງສາລີ) و(بالإنجليزية:Phongsaly) هي محافظة تابعة لجمهورية لاوس الديموقراطية الشعبية تقع شمال البلاد وتسمي عاصمة المحافظة فونغسالي ولها حدود معا كل من يونان (الصين) وفيتنام وتأثرت المحافظة كثيرا بالثقافة الصينية وتعتبر المحافظة البوابة التجارية الرئيسية بين لاوس والصين ومن بين صادرتها الرئيسية العابرة من خلال منافذ الحدود الي الصين الخشب وتستورد عدة أنواع من السلع المصنعة في الصين

## التقسيمات الادارية
- تنقسم المحافظة الي 11 منطقة إدارية كمقاطعات (بلديات)

| 1. مقاطعة بيونا نايا 2. مقاطعة تاي بن 3. مقاطعة خوا 4. مقاطعة ماي 5. مقاطعة كيو جنت 6. مقاطعة بونغسالي 7. مقاطعة سامفان |